# Árpád-ház
Az Árpád-ház más néven Turul-dinasztia (horvátul: Arpadovići, németül: Árpáden) a honfoglaló magyar törzsszövetség vezéréről elnevezett dinasztia. Árpád fejedelem leszármazottainak uralkodása idején került sor a magyar királyság megalapítására. A honfoglalást követően, körülbelül 900-tól Árpád eltűnik a forrásokból, a Kárpát-medence valós hatalmi viszonyai, a kialakuló fejedelemségek kiterjedése és jelentősége ismeretlenek. A honfoglalástól Gézáig terjedő időszak források hiányában gyakorlatilag teljesen ismeretlen. Árpád utódai közül a Géza által vezetett fejedelemség emelkedett ki a többi közül, amit a Géza-kori Tisza-vidéki terjeszkedés mutat a Géza-féle német felszerelésű hadsereg tagjainak normann-kardos temetkezéseivel.
Valószínűleg jelentősebb hatalmi központ volt még Somogyban, ahol egy másik Árpád-ág uralkodott. Ennek a családnak két utolsó tagja, Tar Szerénd és Koppány. Koppány és a többi fejedelem (Ajtony, Prokuj gyula) legyőzésével István biztosította az Árpád-ház uralmát a Kárpát-medencében, amelyet 1301-ig István nagybátyjának, Mihálynak leszármazottai kormányoztak.
Az uralkodóházak közül az Árpád-ház adta a legtöbb katolikus szentet. Nyolc Árpád-házi uralkodót kanonizáltak vagy avattak boldoggá a katolikus egyházban, ezért a 13. századtól gyakran a Szent Királyok Nemzetségeként emlegetik a dinasztiát. Két Árpád-házi uralkodót az ortodox egyház is szentként ismert el.A dinasztia 1301-ben III. András, az utolsó Árpád-házi magyar király halálával ért véget, míg az Árpád-ház utolsó ismert tagja, Tössi Boldog Erzsébet, 1336 és 1338 között hunyt el. Az Árpád-ház kihalása után (I. Mátyás magyar király kivételével) minden magyar uralkodó az Árpádok kognatikus (anyai ági) leszármazottja volt, a Croÿ-ház illetve a skót Drummond család is azt állítja, hogy Géza és György magyar királyfiaktól származnak.
Az évszázadok során – a kiterjedt házassági kapcsolatokkal rendelkező dinasztia – az Árpádok vére szinte valamennyi későbbi nagy európai dinasztia uralkodóiban is csörgedezett (Valois, Habsburg, Bourbon, Anjou, Jagello) úgy ahogyan a magyar arisztokrácia (Garayak, Cilleiek) tagjaiban is. Hasonlóképpen az Árpád-házi királyok mindig külföldi feleségei révén a magyar uralkodók génjeiben minden generációval egyre több nem-magyar, német, francia, olasz, orosz, lengyel, kun, görög és más elem jelent meg.

Az Árpád-ház zászlaja

Az 1000–1301 közötti időszakot a dinasztiáról Árpád-kornak nevezzük.

## Az elnevezés eredete
A ma Árpád dinasztiájába sorolt uralkodók soha nem nevezték magukat Árpád-házból valónak. Ha fel is merült a régmúlt ősökre való hivatkozás igénye, nem Árpádot tekintették dinasztiájuk névadó ősének. Árpád-kori királyaink nem, vagy csak nagyon ritkán adták fiaiknak az Árpád vagy Álmos nevet, pedig a korban a névadásnak fontos szimbolikus jelentősége volt. Mindössze egy Árpád nevű herceget ismerünk (II. Géza fiát) és Álmos nevű herceg is csak kettő volt (I. Géza és Vak Béla fia) ráadásul Béla fia csaknem biztosan nem Álmos fejedelem után kapta nevét. Kézai Simon krónikájában a dinasztiát Turul nemzetségnek nevezte (de genere Turul). Mivel ez az elnevezés máshol nem lelhető fel, a krónikaíró valószínűleg az uralkodó és a nemesség viszonyának megváltozását, új értelmezését kívánta ezzel alátámasztani. Az uralkodóház középkori megnevezése jellemzően a szent királyok nemzetsége volt.
Az Árpád-ház elnevezés újkori, a dinasztikus történetírás terméke. A magyar történelemkutatók a 18. század közepén ismerkedtek meg két, e kort leíró forrással, Bíborban született Konstantin: A birodalom kormányzása (első ismertetője Kéri Borgia Ferenc) és Anonymus: A magyarok története című művével (Bél Mátyás). Konstantin császár szerint Árpád volt a magyarok első fejedelme, Anonymus szerint Álmos. A kor jelentős kutatója, Pray György Konstantin császár állítását tartotta elfogadhatónak. 1770-ben Pálma Károly Ferenc Pray Györgyre támaszkodva alkotta meg az Árpád-ház és az Árpád-kor fogalmakat. Az elnevezésből máig tartó gyakorlatot Katona István teremtett, aki ugyan Álmost tekintette az időben első fejedelemnek, de az Árpád-ház elnevezést használta, mert „Árpádnak a hatalma kiterjedtebb és erősebb volt, mint az apáé, Álmosé”.

## A dinasztia mitikus eredete

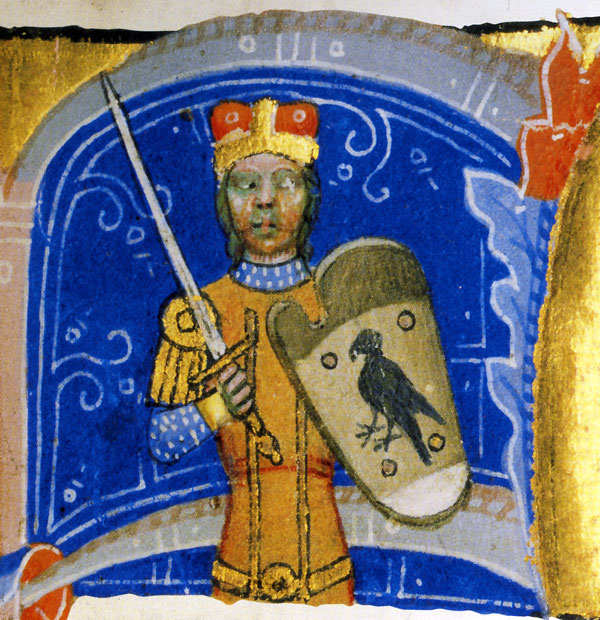
Árpád (Képes krónika)

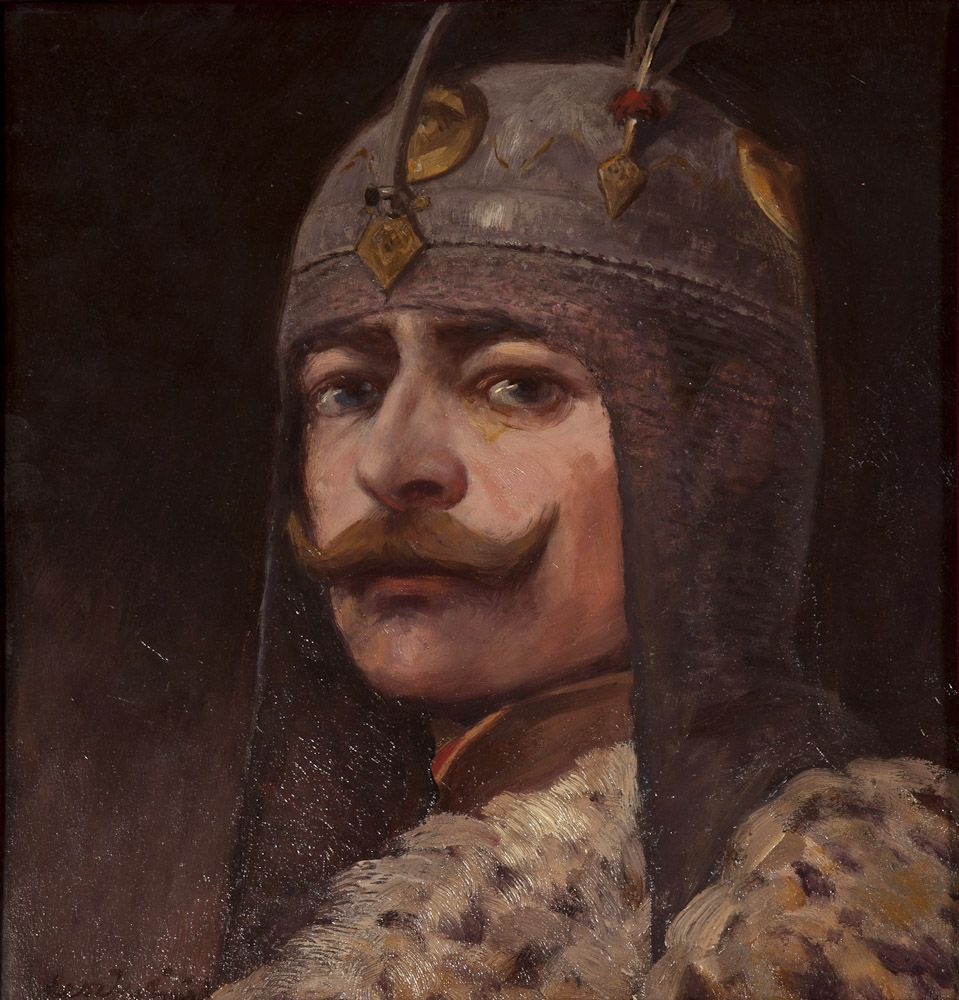
Feszty Árpád: Árpád vezér című festménye

A Képes krónikában fennmaradt szövegváltozat Álmos eredetéről:
Latinul:
„Anno ab incarnatione Domini sexcentesimo LXX-o VII-o, a morte vero Atyle regis Hungarorum anno centesimo quarto, tempore Constantini imperatoris tertii et Zacharie pape, sicut scribitur in chronica Romanorum, Hungari de Scytia secundo egressi sunt hoc modo, quod Eleud filius Vgeg ex filia Eunodbilia in Scytia genuit filium, qui nominatur Almus ab eventu, quia mater eius in sompno innotuerat avis quasi in forma austuris veniens, dum esset gravida, et quod de utero eius egrederentur torrens ac in terra non sua multiplicaretur. Ideoque factum fuit, quod de lumbis eius gloriosi reges propagarentur. Quia vero sompnium in lingua nostra dicitur alm, et illius ortus per sompnium fuit prenosticatus, ideo ipse vocatus est Almus qui fuit Eleud, qui fuit Vgeg, qui fuit Ed, qui fuit Chaba, qui fuit Ethele […]” 

Magyarul: 
„Az Úr megtestesülésének 677. esztendejében, Attilának, a magyarok királyának a halálát követő 104. évben, III. Konstantin császár és Zakariás pápa idején, amint az meg van írva a rómaiak krónikájában, a magyarok másodszor is kijöttek Szkítiából az alábbi módon. Eleud, Ugek fia Szkítiában Eunodbilia leánytól egy fiút nemzett, kit Álmosnak neveztek el arról az eseményről, hogy anyjának álomban úgy tűnt, egy madár, héja formájában jőve, őt teherbe ejtette, és hogy méhéből egy sebes patak indult meg, de nem a saját földjén sokasodott meg. Ezért történt, hogy ágyékából dicső királyok származnak. Mivel pedig a sompniumot nyelvünkön alm-nak mondják, és hogy maga a születés álom által volt előre bejelentve, ezért hívták őt magát Álmosnak, ki volt Eleud, ki volt Ugek, ki volt Ed, ki volt Csaba, ki volt Etele […] fia.”

## Trónöröklési rend
Az Árpád-ház történetén végighúzódnak a trónöröklés rendjének tisztázatlanságából fakadó konfliktusok. A hagyományos (nomád) öröklési rend a szeniorátus volt, majd keleti keresztény hatásra a levirátus (sógorházasság) került előtérbe. A gyakorlatban a honfoglalás idején, illetve után a fejedelmi méltóság a család különböző ágai (Árpád fiainak leszármazottai) között öröklődött. Az ősi hagyományt valószínűleg Taksony fejedelem törte meg; halála után ugyanis nem Tarkacsu legidősebb fiúutóda lett a nagyfejedelem, hanem Taksony fia, Géza. Emiatt valószínűleg polgárháború tört ki; erre utalhat az a híradás, hogy Géza kezét „embervér szennyezte be”. Géza egyértelműen meg kívánta változtatni az öröklés rendjét az európai országokban általános primogenitúra (az elsőszülött fiú örököl) elvének átvételével. Ehhez soha nem kapta meg a nemesség egyértelmű támogatását, amiért a gyakorlatban mindhárom elv érvényesült. Az ebből fakadó ellentétek, nem ritkán testvérháborúk végigkísérték az Árpád-ház uralkodásának háromszáz évét.

## Uralkodók

### Fejedelmek
- Árpád fejedelem

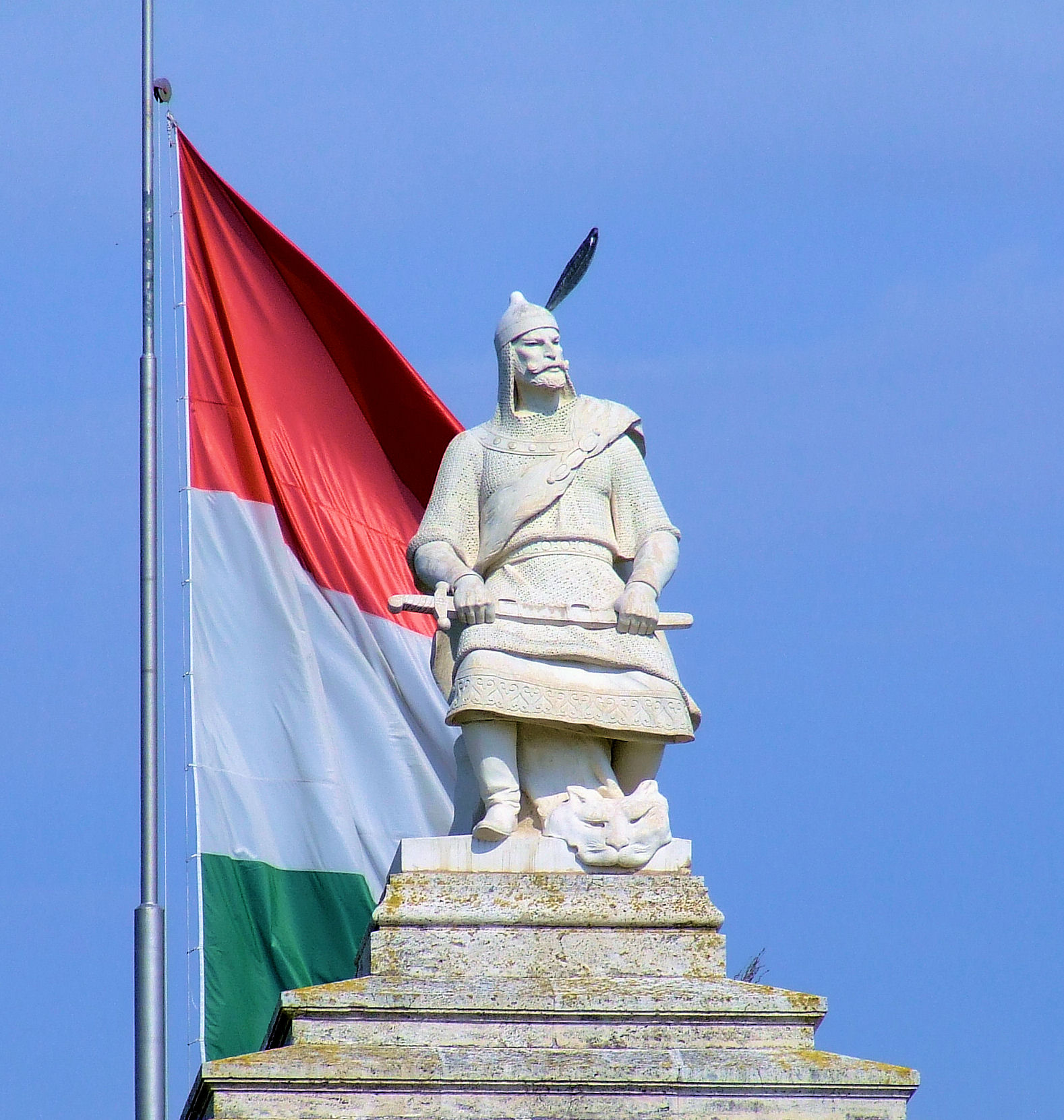
Árpád nagyfejedelem szobra az Ópusztaszeri Emlékparkban

Árpád (845 k. – 907. július eleje) a honfoglalás idején – melynek során a magyarok Etelközből a Kárpát-medencébe települtek – a magyar törzsszövetség nagyfejedelme volt. Tőle származnak az Árpád-ház uralkodói, akik halála után négy évszázadon át uralkodtak Magyarországon.
- Géza fejedelem

A megvalósítás részleteiben erősen eltérőek voltak a vélemények. Géza, az Árpád-család egyik leszármazottja 972-ben került a fejedelmi trónra. Felesége a második legtekintélyesebb kárpát-medencei fejedelem, az erdélyi Gyula lánya, Sarolt lett. Sarolt apja és udvara már keresztény volt, a Bizánci Birodalom mellett élve a keleti egyház keblébe tért.
Bizáncban a gyula után csak második számú törzsfő lehetett volna és a keleti egyháznak a világi hatalommal való összefonódása miatt a bizánci bábáskodás elfogadása azzal a veszéllyel fenyegetett, hogy a birodalom előbb-utóbb magába olvasztja a fiatal magyar fejedelemséget. Géza nyugat felé fordult, mivel földrajzilag is a frissen megalakult Német-római Birodalom lehetett a legnagyobb fenyegetés számára: követeket küldött a német-római császárhoz, feloldandó az elődei harcos politikája okozta ellenséges hangulatot, illetve a német támadás veszélyét és tőle kért hittérítőket.
Géza hozatta be az első nyugati keresztény papokat és építtetett először templomokat. Az új vallás felvételét pusztán történelmi szükségszerűségnek tekintette, azonban fiát, Vajkot részben papok nevelték és részére apja egy bajor hercegnő, Gizella személyében hozott feleséget.

### Királyok
- I. (Szent) István

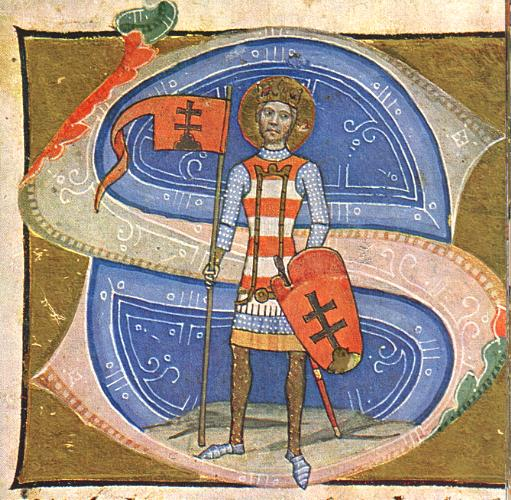
Szent István király hadiruhában (Képes krónika)

Vajknak, aki megkeresztelésekor az István nevet kapta, a fejedelmi trónra való igénye az egyenes ági trónöröklés meghonosítását jelentette, ami a régi hagyományokkal való szakítás egyik jele volt. Még koronázása előtt leverte egyik rokona, Koppány lázadását, aki saját magának követelte a trónt és sokak támogatását élvezte, akik a régi, pogány szokásokat vagy a bizánci kereszténységet részesítették volna előnyben. (Az ősi szokásokat nem volt könnyű visszaszorítani, a 11. század során több pogánylázadás jelezte ezek erejét. A legnagyobbak 1046-ban és 1061-ben voltak.)
A fejedelmet (valószínűleg) 1000 karácsonyán vagy 1001. január 1-jén koronázták királlyá. Azzal, hogy a koronát a pápától fogadta el, elismerte hűbérurának a pápát, és ez az alávetettség nemcsak az Árpád-ház, de az Anjouk alatt is végig megmaradt. A pápa főhatalma nemcsak névleges volt; a magyar király udvarába rendelt legátusai révén többször is aktívan, esetenként (például Kun László ellenében) sorsfordító jelleggel beavatkozott a magyar politikába.
II. Szilveszter vikáriusává (helynökévé) tette Istvánt, aki így jogot nyert arra, hogy Magyarországon püspökségeket, érsekségeket alapítson. Tíz egyházmegyét hozott létre: Esztergom, Kalocsa, Bihar, Csanád, Eger, Vác, Veszprém, Pécs, Győr és Gyulafehérvár székhellyel, ezek közül az esztergomi és a kalocsai főegyházmegye rangot kapott. Elrendelte, hogy minden tíz falu templomot építsen.
Kisajátította a lázadók birtokait, megszervezte a vármegyerendszert és a várispánságokat, stabil pénzt veretett, meghonosította az oklevélkiadást, német mintára törvénykönyvet íratott, melynek rendelkezéseit szigorúan betartatta, és mindent megtett azért, hogy az ország szokásai egyre jobban hasonlítsanak a nyugati keresztény királyságokéra.
A megerősödött birodalmat fiára, Imrére kívánta hagyni, ő azonban 1031-ben, még apja életében elhunyt. Ezért unokaöccsét, Orseolo Pétert jelölte ki utódának. Ebbe bele nem nyugvó rokonát, Vazult megvakíttatta és fiaival (Leventével, Andrással és Bélával) száműzte az országból.
Vazul megvakításának története merőben másképp jelenik meg a Képes Krónikában, a SZENT IMRE HERCEG HALÁLÁRÓL ÉS VAZUL SZEMÉNEK KITOLÁSÁRÓL szóló bekezdésben:

„Szent István király, fia Imre halálába belebetegedvén, mivel senki mást nem talált alkalmasnak az uralkodásra és érezte halálának közeledtét, elküldte követét Egyrőt fia Budát, hozza ki a börtönből Vazult, hogy mielőtt meghal királlyá tehesse. Ezt meghallva Gizella királyné szintén elküldte követét Buda fia Seböst, Vazul börtönébe ahol Sebős megelőzve Budát megvakította Vazult, majd Csehországba menekült.
Buda a már vak Vazult vitte a király színe elé. Ezt látva István magához hívatta unokaöccsének, Szár Lászlónak fiait, Andrást, Bélát és Leventét, azt tanácsolta nekik, fussanak, amilyen gyorsan csak tudnak, hogy megóvják életüket és testi épségüket. Ezek megfogadták a szent király bölcs tanácsát, és Csehországba futottak.”

–  MEK

- Péter és Aba Sámuel

István 1038-ban meghalt, és a Magyarországon 1026 óta tartózkodó Péter került a trónra. Támogatottsága hamar lecsökkent és 1041-ben a nádor, Aba Sámuel vette át tőle a királyi címet. Az elűzött király a német-római császárhoz menekült és hűségesküt tett neki. A császár segítségével megnyert ménfői csata után 1044-ben ismét ő lett Magyarország királya. Az országos elégedetlenség azonban tovább nőtt. 1046-ban újabb lázadás robbant ki, ennek lett áldozata Gellért csanádi püspök is. A lázadó Vata és társai visszahívták az országba az elűzött Vazul fiait, akiktől a régi rend (mindenekelőtt a szabad parasztság helyzetének) visszaállítását remélték.
- I. András

Csalódniuk kellett, az új uralkodó, I. András (Endre) – miután a lázadás erejét igénybe vette – első dolga annak leverése volt. Öccsét, Bélát hercegként az ország egy részének urává tette, Nyitra központtal. Az így kialakult dukátus (hercegség) intézményét később Könyves Kálmán szüntette meg. A német-római császárnak tett hűbéreskü azonban érvényben maradt, bár lényegesen formálisabb volt a pápa főhatalmánál. Amikor III. Henrik német-római császár hadaival próbálta érvényesíteni főhatalmát, a király és a herceg hadai sikeresen szálltak szembe vele. Ennek ellenére az ország az Árpád-ház uralma alatt végig kettős hűbériségű, korlátozottan független helyzetben maradt, és IV. Béla rákényszerült arra, hogy ezt az állapotot folyamatosnak és folytatólagosnak ismerje el.
- I. Béla és Salamon

Amikor Andrásnak később megszületett fia, Salamon, a király a trónöröklés tervezett rendjét felborítva a herceggel szemben részére szerette volna biztosítani a trónt. Ez kemény összecsapásokhoz vezetett a két párt között, már András halála előtt is; előbb Béla (1060-1063) majd Salamon (1063-1074) jutott trónra. Erre a korra esik a második nagy pogánylázadás, amelyet Vata fia János vezetett.
- I. Géza

Bár Béla halála után fiai, Géza, László és Lampert elfogadták Salamont uralkodónak, de 1074-ben, a mogyoródi csata után átvették az uralmat, Gézát téve meg királynak. Rövid, 3 éves uralkodása után I. (Szent) László került trónra. Salamon még egy darabig küzdött a hatalomért, majd 1080-ban behódolt. Egy újabb lázadása után (1085-ben apósa, Kuten kun király megtámadta Magyarországot, azonban kénytelen volt elmenekülni. 1087 táján halt meg.
- I. (Szent) László

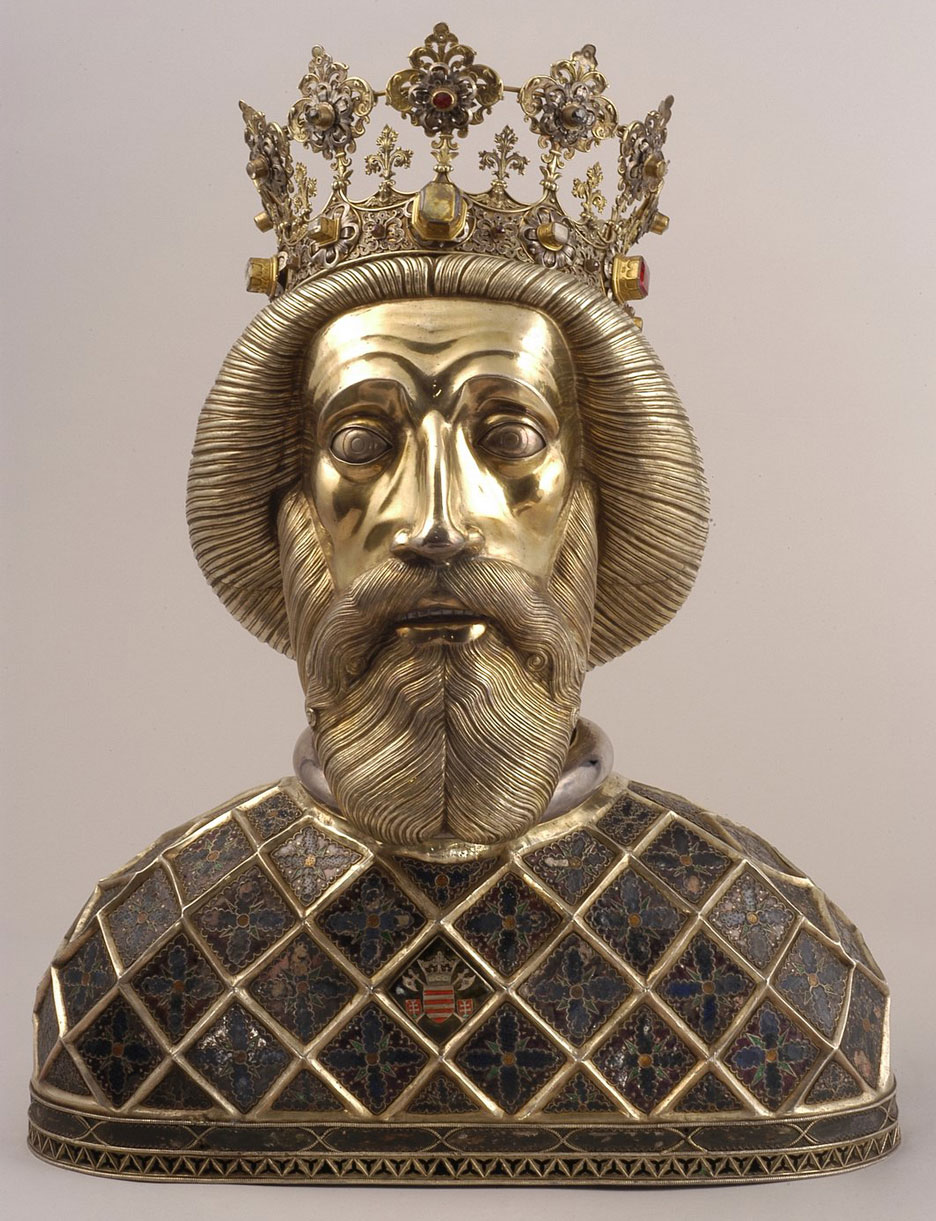
Szent László

László kedvező időpontban került hatalomra, mert IV. Henrik német-római császár épp VII. Gergely pápával harcolt, így nem volt ideje és energiája a magyarokra. Bár László a pápa mellé állt, nem ismerte el a Szentszék hűbérúri státuszát. Rugalmas külpolitikát folytatva később megegyezett a császárral.
1091-ben meghódította és birodalmához csatolta Horvátországot, bár közben a Bizánc támogatásával Magyarországot ismét megtámadó kunokat is le kellett győznie.
Szigorította I. István törvényeit, különösen a lopást büntette keményen: 10 dénár feletti érték eltulajdonítása halálbüntetést vont maga után. Megerősítette az egyház helyzetét, megtiltva a pogány áldozásokat és kötelezővé téve a templomba járást, büntetést írva elő a törvény megszegőinek. 1083-ban szentté avattatta I. Istvánt, Gellért püspököt és Imre herceget.
- Könyves Kálmán

Szent László utódára, Kálmánra erős államot hagyott. Az eredetileg papnak készülő király enyhített elődje törvényein és megpróbálta megállítani a királyi birtokok csökkenését. Törvényben mondta ki a fiúági örökösödést és hogy azon családok birtokai, ahol nincs fiúutód, sem fiútestvér, visszaszállnak a királyra (tehát nem oszthatóak fel a rokonok között). A kereszteseket átengedte ugyan az országon, de a fegyelmezetlen csapatokat fegyverrel verte szét.  Megalapította a nyitrai püspökséget és a pápához közeledve elismerte a nyugati keresztény egyház reformtörekvéseit (papi nőtelenség, invesztitúrajog, egyházi házasság). Befejezte Horvátország és Dalmácia meghódítását.
- II. István

Mivel öccse, Álmos herceg veszélyt jelentett az ő és utódai trónjára, Kálmán megvakíttatta. Bár Kálmánt fia, II. István követte, de ő sikertelen háborúkba bonyolódott és nem alapított családot. 1131-es halálakor, fia nem lévén, Álmos fiát, Bélát jelölte meg utódjául.
- II. (Vak) Béla és II. Géza

Bár gyermekként apjával együtt Bélát is megvakították, felesége, Ilona királyné segítségével sikeresen irányította az országot. A királyné döntő befolyást gyakorolt a kormányzásban és fontos szerepe volt a férjét megvakíttató főurak lemészárlásában is. A király sikeresen verte vissza a trónkövetelő Borisz támadását is, aki Könyves Kálmán második házasságából származott, de apja nem ismerte el törvényes fiának. Borisz még II. Géza idején is kísérletezett a korona megszerzésével és néhány főúr támogatását is sikerült megszereznie.
- III. István

Géza halála után először fia, III. István került trónra, de nagybátyjai személyében ellenkirályok próbálták átvenni a hatalmat. Előbb II. László majd IV. István kezébe került az irányítás, mielőtt 1163-ban III. István ismét vissza nem kapta jogos örökségét. Ez a bizánci beavatkozás kora, miután Géza testvérei I. Manuél bizánci császár támogatásával lettek királyok. Annak a bizánci reménynek, hogy Magyarország a birodalom hűbérbirtoka lesz végül épp a Mánuel udvarában nevelkedett és rövid ideig utódának tekintett III. Béla vetett véget.
- III. Béla

Halics címere

Bélát Lukács esztergomi érsek nem volt hajlandó megkoronázni, ezért (a pápa engedélyével) a kalocsai érsek kente fel. Az ellene lázadó főurakat és trónjára pályázó öccsét leverte. Gézának utóbb engedélyezte, hogy 1189-ben az átvonuló keresztesekkel együtt elhagyja az országot. Összeíratta királyi birtokainak jövedelmeit. Ez a dokumentum arra utal, hogy a Magyar Királyság  akkoriban jelentős gazdasági szereplőnek tekinthető Európában. A bizánci törekvések ellensúlyozására fejlesztette a nyugati, főleg a francia–magyar kapcsolatokat; második felesége, Margit Fülöp Ágost francia király testvére volt. 1188-ban elfoglalta Halicsot, bár hamarosan kénytelen volt feladni, de Szerbiát huzamosabb időre sikerült átvennie Bizánctól. Fia, Imre 1202-ben fel is veszi a „Szerbia királya” címet.
Béla eszközölte ki I. László szentté avatását és sokat tett a kultúra fejlesztéséért is. Ebből a korból származik az első egybefüggő magyar nyelvű írott emlék, a Halotti beszéd és valószínűleg  Anonymus Gesta Hungaroruma is. Halálakor épp keresztes háborúba készült, fogadalma teljesítését kisebb fiára, Andrásra bízta.
- II. András

III. Béla halála után nagybirtokosok további erősödésnek indultak, részben az Imre és András közötti trónharcok miatt. Mire II. András trónra került, az sokkal gyengébbnek bizonyult, mint apja idején. Híveit további adományokkal próbálta meg magához láncolni, így gyorsan csökkenni kezdtek a várbirtokok. Ez a folyamat a királyi hatalom gazdasági alapjait kezdte ki: a nemességtől ugyanis közvetlen adókat nem lehetett beszedni a katonai kötelezettségeken túl. Az Árpád-házi királyok ezért a gazdaságra kedvezőtlen inflációs adóból pótolták csökkenő jövedelmeiket (kamara haszna).
A főurak mégsem voltak elégedettek, mert úgy érezték, hogy a király feleségével, Meráni Gertrúddal érkezett németeket előnyben részesítik velük szemben. Így egy csoportjuk Péter ispán vezetésével (és Bánk bán részvételével) összeesküvést szőtt és 1213-ban meggyilkolták a királynét. A királyi hatalom gyengülését mutatja, hogy csak a gyilkosokat sikerült felelősségre vonnia, de az összeesküvők nagy része büntetlenül vagy enyhébb büntetéssel úszta meg a lázadást.
1221-ben a király megkísérli visszavenni birtokadományainak egy részét, amivel újra elégedetlenséget szított. Mivel az eladósodó államban növekvő adók miatt a köznép is zúgolódott, a főurak egy része a népmozgalmat kihasználva 1222-ben rákényszeríttette a királyt az Aranybulla kibocsátására. Legtöbb cikkelye a szerviensek jogait erősítette meg, de a királyi hatalom korlátozása, mely szerint a rendelkezések be nem tartása esetén a nemesek ellenállhatnak neki és utódaink kifejezetten jól jött a nagybirtokosoknak, csak úgy, mint birtokaik adómentessége.
András megpróbálta visszavenni hatalmát, ami 1231-ben a bulla második kiadásához vezetett. Itt azonban az ellenállási záradékot az esztergomi érsek kiátkozási joga váltotta fel. Ez és kiváltságaik megerősítése erősítette az egyház hatalmát.
- IV. Béla

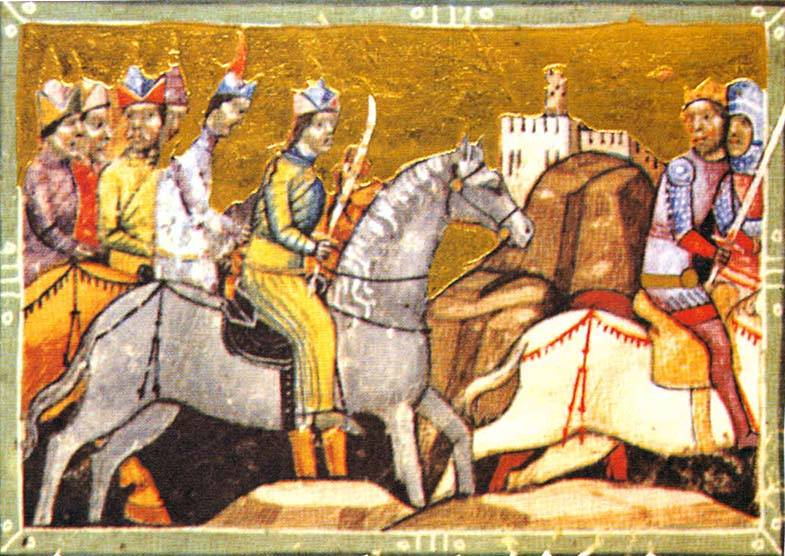
IV. Béla menekülése a tatárok elől (Képes krónika)

András fia, IV. Béla szintén kísérletet tett a királyi hatalom megerősítésére és a királyi adományok visszavételére. Anyja büntetés nélkül maradt gyilkosait is jószágvesztésre ítélte. Ezzel maga ellen hangolta a főurakat. Az sem tette népszerűvé, hogy befogadta a mongolok elől menekülő, Kötöny fejedelem vezette kunokat. 1241-ben a százezer fős mongol sereg betörésével megkezdődött a tatárjárás. A sértődött főurak nagyrészt távol maradtak a küzdelemtől, így a muhi csata a király súlyos vereségével végződött. Béla nehezen menekült el a csatatérről, és a dalmáciai Trau városában talált menedéket, amelyet mongol üldözői nem tudtak elfoglalni. A pusztítás hatalmas volt, egész megyék néptelenedtek el. A mongol seregeknek csak a kőből készült várak, erődítmények tudtak ellenállni. 1242 elején meghalt Ögödej nagykán és az utódlásban érdekelt Batu kán – a mongol sereg élén – kivonult az országból és hazatért.
Béla tartott a mongolok visszatérésétől és belátta, hogy szüksége van a nagybirtokosokra, ezért ismét elkezdett birtokokat adományozni, rendszerint azzal a feltétellel, hogy kővárat építenek a területre. Ekkor költöztette át a királyi székhelyet a mai Budára. Visszahívta a kunokat is, fiát, Istvánt a kun fejedelmi családból származó Erzsébettel házasította össze. Leányait a csernigovi, halicsi és lengyel hercegekhez adta férjhez, hogy szövetségeseket szerezzen egy hasonló támadás ellen. Hódításokkal is kísérletezett, de II. Ottokár cseh királlyal való harcaiban sikertelen volt, végül le kellett mondania az osztrák területekről és békekötés után egyik unokáját adta hozzá feleségül, hogy ne kelljen tartania a további támadásoktól.
Telepeseket hívott külföldről, szabadokat megillető jogokat, szabad költözést, bíróválasztást és kisebb adóterheket ígérve nekik. Ezek erősítették a nagybirtokokat is, így Béla a regálé jövedelmekből próbálta meg pótolni a hiányt és támogatta a városok fejlődését.
Az ország keleti felét a trónörökös István, Szlavóniát másik fia, Béla kormányzása alá helyezte. A hercegek – különösen István – szerettek volna még nagyobb hatalmat szerezni és a trónörökös a király ellen vezette seregeit. 1265-ben Isaszeg-nél le is győzte apja hadait, aki kénytelen volt vele kibékülni.
1267-ben született az a törvény, amely a királyi szervienseket már nemeseknek tekinti és évenkénti, küldöttekből álló országgyűlés megtartását engedélyezte számukra.
- IV. (Kun) László

A hatalmi harcok annyira megerősítették a nagybirtokosokat, hogy Béla utódainak már nem volt igazán ereje arra, hogy szembeszálljanak velük. V. Istvánnak még arra sem volt ereje, hogy a gyermekkorú László fiát elrabló Gutkeled Joakim bánt megbüntesse.
A királyság gyengesége ellenére az ország elég erős maradt ahhoz, hogy a mongolok újabb, 1285-ös támadását visszaverje. IV. László az ismét az országra támadó cseh Ottokárt is képes volt legyőzni az 1278-as második morvamezei csatában, ahol Habsburg Rudolf segítségével diadalmaskodott.
László kun testőrséget szervezett maga köré, jobban bízott bennük, mint a magyarokban. Végül épp ők gyilkolták meg, bár a felbujtók feltehetően magyar főurak (bárók) voltak. Ekkorra már hatalmas területek kerültek ki teljesen a király ellenőrzése alól. Olyan bárók, mint Csák Máté, Aba Amadé vagy Borsa Kopasz saját külpolitikával, szövetségi rendszerrel rendelkeztek.
- III. András

Mivel László örökös nélkül halt meg, elindult oldalági utódjának keresése. II. András halála után született, ezért nem törvényesnek tartott Utószülött Istvánnak volt egy fia. Mivel rajta kívül csak leányági örökösök voltak, végül elfogadták a Velencében nevelkedett III. András trónigényét. Uralkodásának nagy részében idejét a főúri csoportokkal való harc kötötte le. 1301. január 14-i halála egyben az Árpád-ház kihalását is jelentette.

## Leszármazási ág
A táblázat az Árpád-házi uralkodók – fejedelmek és királyok – leszármazási ágát mutatja.
A lapon csak azokat tüntettük fel, akik valamilyen vezető tisztséget töltöttek be, azaz fejedelmek (vezérek) vagy királyok voltak. Ha valaki nem uralkodott, de feltüntetése az öröklési rend megértése szempontjából nélkülözhetetlennek bizonyult, a nevét dőlt betűvel írtuk.
A nevek mellett az uralkodás ideje olvasható, a születési és halálozási időpontokat lásd az uralkodóról szóló szócikkben.
- római számok: fejedelmek, tisztségük betöltésének sorrendjében
- arab számok: királyok, uralkodásuk sorrendjében

```
                                         .
                                         .
                                       Ügyek
                                         │
                                       
Álmos vezér

                                         │
                       ┌─────────────────┴────────────┐
                (I)
 
Árpád
 895-907                 
Szabolcs
 
10. század

                       │
                       │
          ┌────────────┴───────────┬────────────────┬───────────────┬───────────────┐
        Jutas                  (II) 
Solt
          
Üllő
           
Tarhos
          
Levente

          │                     907 - ?
          │                        │
          │                        │
  (III) Fajsz/
Felicsi
         (IV) 
Taksony

      948 körül               948 után -972
     rövid ideig                   │
                                   │
                       ┌───────────┴────────────────────────────────────────┐
                 (V) 
Géza
 972-997                                         
Mihály

                       │                                                    │
                       │                                                    │
        ┌──────────────┴─────┬───────────────┐                              │
 
Vajk / 
I. (Szt.) István
   leány           leány - - oo - - 
Aba Sámuel
   
 
Vazul

   (V) 997-1000         
Orseolo Ottó
         :             (3) 1041-1044    │
   (1) 1000-1038             │               :                              │
        │                    │          Aba Sámuel    (Aba Sámuel István    │
 
Szt. Imre herceg
       
Orseolo Péter
 
 (3) 1041-1044  unokaöccse vagy       │
                        (2) 1038-1041                 sógora lehetett,      │
                        (4) 1044-1046                 egyikre sincs         │
                                                      megdönthetetlen       │
                                                      bizonyíték)           │
                                                                            │
                                            ┌───────────────────────────────┤
                                            │                               │
                                       (5) 
I. András
             
      (6) 
I. Béla

                                        1046-1060                       1060-1063
                                            │                               │
                                            │                               │
                                            │                  ┌────────────┴────────┐
                                       (7) 
Salamon
        (8) 
I. Géza
      (9)
 
I. (Szt.) László

                                        1063-1074          1074-1077             1077-1095
                                                               │
                                                               │
                                    ┌──────────────────────────┤
                        (10) 
(Könyves) Kálmán
            
Álmos herceg

                                1095-1116                      │
                                    │                          │
                                    │                          │
                             (11) 
II. István
          
 (12) 
II. (Vak) Béla

                                1116-1131                  1131-1141
                                                               │
                    ┌─────────────────────┬────────────────────┤
                    │                     │                    │
             (13) 
II. Géza
        
 (15) 
II. László
     
 (16) 
IV. István

                1141-1162             1162-1163            1163-1165
                    │                ellenkirály          ellenkirály
                    │
        ┌───────────┴──────────┐
(14) 
III. István
       
 (17) 
III. Béla

    1162-1172              1172-1196
                               │
                               │
                   ┌───────────┴──────────┐
              (18) 
Imre
             (20) 
II. András

              1196-1204                1205-1235
                   │                      │
                   │                      │
                   │                    ┌─┴──────────────────────┐
            (19) 
III. László
     
 (21) 
IV. Béla
 
               
István

               1204-1205            1235-1270                    │
                                        │                        │
                                        │                        │
                                 (22) 
V. István
                 
 │
                                    1270-1272                    │
                                        │                        │
                                        │                        │
                               (23) 
IV. (Kun) László
      (24) 
III. András

                                    1272-1290                1290-1301
```

## Genetika

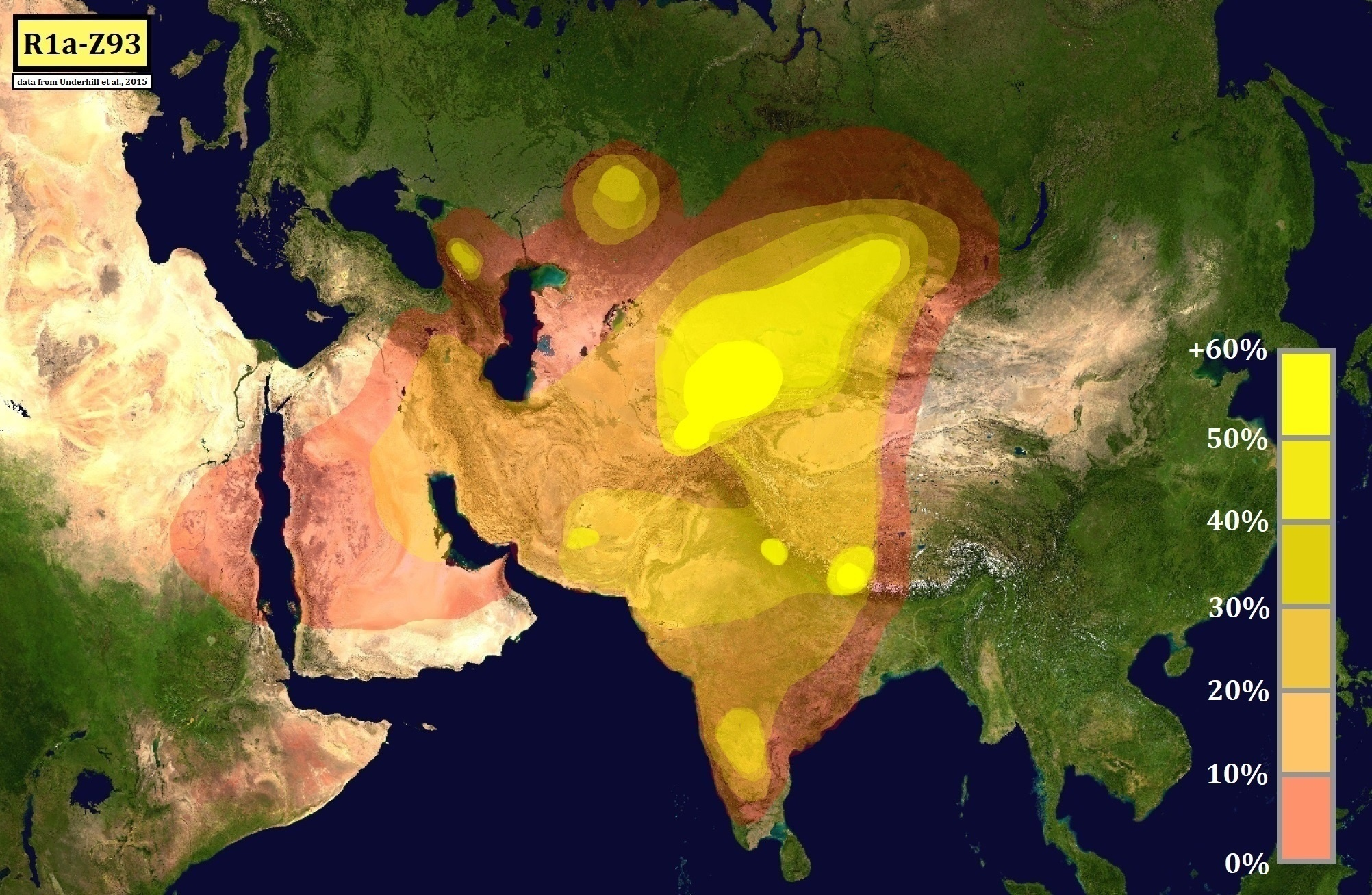
Térkép az R1a Z93 marker gyakoriságáról

III. Béla fosszíliájából vett minták alapján az Árpád ház az R1a1a Y DNS haplocsoport z93 szubszkládjához tartozik.
I. László maradványainak vizsgálata alapján megállapították az R1a-SUR51 Y DNS haplocsoport jelenlétét. Ez az öröklődési vonal megtalálható jelenleg a magyarok, a baskírok, a misarok és a szerbek között is.

## Magyar királynék az Árpád-korban
A bizonytalan adatokat (?) jelzi.
| Király                 | Királyné                        | Házasságkötés ideje | Királyné származása                                               |
| ---------------------- | ------------------------------- | ------------------- | ----------------------------------------------------------------- |
| I. (Szent) István      | Gizella                         | 995                 | II. (Civakodó) Henrik bajor herceg leánya. (Liudolf-ház)          |
| Orseolo Péter          | Judit (?)                       | 1038 előtt          | ismeretlen (Schweinfurti Judit, Albert osztrák herceg nővére?)    |
| Aba Sámuel             | Sarolta (?)                     | (?)                 | Géza nagyfejedelem leánya (?) (Árpád-ház)                         |
| I. (Endre) András      | Anasztázia                      | 1037 (?)            | Bölcs Jaroszláv kijevi nagyfejedelem leánya. (Rurik-dinasztia)    |
| I. Béla                | Richeza (Rixa) lengyel hercegnő | 1032 (?)            | II. Mieszko lengyel fejedelem leánya (Piast-dinasztia)            |
| Salamon                | Judit (Jutta)                   | 1063                | III. Henrik német-római császár leánya (Száli–Frank-ház)          |
| I. Géza                | Zsófia                          | 1065 (?)            | Arnulf belga-limburgi herceg lánya                                |
| I. Géza                | Szünadéné (Synnadené)           | 1074                | Theodul bizánci előkelő leánya (patríciuslány)                    |
| I. (Szent) László      | ismeretlen                      | (?)                 | ismeretlen                                                        |
| I. (Szent) László      | Adelheid                        | 1078                | Sváb Rudolf német ellenkirály leánya (Száli-Frank-ház)            |
| Könyves Kálmán         | Felícia                         | 1097                | Roger szicíliai normann gróf leánya                               |
| Könyves Kálmán         | Eufémia                         | 1112                | II. Vlagyimir Monomah kijevi nagyfejedelem leánya (Rurik-ház)     |
| II. István             | Krisztina                       | (?)                 | Capuai Robert normann herceg leánya                               |
| II. (Vak) Béla         | Ilona                           | 1128                | I. Uroš szerb nagyzsupán leánya (Nemanja-ház)                     |
| II. Géza               | Fruzsina (Eufroszina)           | 1146                | I. (Nagy) Msztyiszlav kijevi nagyfejedelem leánya (Rurik-ház)     |
| III. István            | Ágnes                           | 1166                | II. (Jasomirgott) Henrik leánya. (Babenberg-ház)                  |
| II. László ellenkirály | ismeretlen                      | (?)                 | ismeretlen                                                        |
| IV. István ellenkirály | Mária                           | (?)                 | I. Manuél bizánci császár unokahúga Komnénosz-ház                 |
| III. Béla              | Anna (Ágnes)                    | 1168                | Châtillon Rajnald antiochiai fejedelem leánya                     |
| III. Béla              | Margit                          | 1186                | VII. Lajos francia király leánya. (Capet-ház)                     |
| Imre                   | Konstancia                      | 1198                | II. Alfonz aragóniai király leánya                                |
| II. (Endre) András     | Gertrúd                         | 1200 (?)            | Meráni hercegnő                                                   |
| II. (Endre) András     | Jolán                           | 1215                | Courtenay-Auxerre-i I Péter konstantinápolyi latin császár leánya |
| II. (Endre) András     | Beatrix                         | 1234                | I. Aldobrandino anconai őrgróf leánya                             |
| IV. Béla               | Mária                           | 1220                | Laszkarisz Teodor nikaiai császár leánya Laszkarida-ház           |
| V. István              | Erzsébet                        | 1254                | Szejhán kun fejedelem leánya                                      |
| IV. (Kun) László       | Izabella (Erzsébet)             | 1277 (?)            | I. Károly nápoly-szicíliai király leánya (Anjou-ház)              |
| III. (Endre) András    | Fenenna                         | 1290 (?)            | Ziemomysl kujáviai fejedelem leánya                               |
| III. (Endre) András    | Ágnes                           | 1297                | I. Albert német király leánya (Habsburg-ház)                      |